# The Hunter (film)
The Hunter är en australiensisk film, regisserad av Daniel Nettheim och producerad av Vincent Sheehan, baserad på romanen med samma namn, skriven av Julia Leigh 1999. Bland skådespelarna finns Willem Dafoe, Sam Neill och Frances O'Connor. För att förbereda sig inför rollen fick Dafoe arbeta med en överlevnadsexpert i vildmarken som lärde honom användbara tips för att neutralisera sin doft så djur inte kunde spåra honom i vildmarken. Dafoe flög till Hobart, Tasmanien inför premiären av filmen på State Cinema.
Filmen gick upp på australiensiska biografer den 29 september 2011.